# Hellraiser: Deader
Hellraiser: Deader, também conhecido em inglês como Hellraiser VII: Deader (Brasil: Hellraiser 7: O Retorno dos Mortos ) é um filme de terror estadunidense de 2005, dirigido por Rick Bota. É o sétimo filme da cinefranquia Hellraiser. O roteiro original foi escrito por Neal Marshall Stevens, que também fora o autor do script do remake de 2001 do filme Thirteen Ghosts (1960). Contudo, como nos dois exemplares anteriores da série, Hellraiser: Inferno e Hellraiser: Hellseeker eram inicialmente argumentos para filmes de terror e que foram reescritos como parte da série Hellraiser. Como em Inferno, Clive Barker, criador dos personagens principais da série, não participou da produção do filme.
Foram feitas locações na Romênia, em 2002, e o filme teve exibições isoladas nos anos seguintes, até ser lançado diretamente em vídeo em 2005.

## Elenco
- Doug Bradley … Pinhead
- Kari Wührer … Amy Klein
- Paul Rhys … Winter LeMarchand
- Simon Kunz … Charles Richmond
- Marc Warren … Joey
- Georgina Rylance … Marla
- Ionut Chermenski … Líder do grupo
- Hugh Jorgin … repórter
- Linda Marlowe … Betty
- Madalina Constantin … Anna
- Ioana Abur … Katia
- Constantin Barbulescu … Senhorio (creditado como Costi Barbulescu)
- Daniel Chirea … pai de Amy
- Maria Pintea … Amy menina

## Sinopse
De Londres, a repórter investigativa Amy Klein é enviada por seu chefe Charles Richmond a Bucareste para descobrir a história que há por trás de um vídeo que mostra aparentemente um suicídio ritual e uma ressurreição ocorridos numa seita secreta conhecida como "The Deaders". Ao ir até o endereço do remetente, Amy descobre um cadáver de uma adolescente segurando a caixa quebra-cabeças "Configuração do Lamento", que ela não sabe ser a chave para o mundo dos Cenobitas, conforme visto nos filmes anteriores da série. Também apanha um pacote com documentos e fotos mostrando Winter LeMarchand, líder do culto que acha que por causa do nome, ele tem o direito de possuir a caixa e ser o mestre dos Cenobitas, mas não consegue abri-la e faz os rituais para descobrir um meio de atingir o mundo daqueles seres estranhos. Em seu hotel, Amy abre a caixa na primeira tentativa e imediatamente tem uma visão de Pinhead, o líder dos Cenobitas, e recebe avisos sobre o perigo que corre. A partir daí Amy entra numa jornada de alucinações, lembranças de abuso infantil e ocorrências bizarras, sem saber mais o que é real e o que não é.

## Recepção
O filme teve críticas ruins, recebendo 17% de aprovação no índice do website Rotten Tomatoes, baseado em 6 (seis) resenhas.